# Platycerus zherichini
Platycerus zherichini là một loài bọ cánh cứng trong họ Lucanidae. Loài này được Nikolajev Nikolajev mô tả khoa học năm 1990.